# コプリンカ貯水池
コプリンカ (ブルガリア語: Копринка) は、ブルガリア中央部のバラの谷にある貯水池、ダム。
1944年に建設が始まり、1956年に竣工した。カザンラクからトゥンジャ川を西へ7キロメートル遡ったコプリンカ村近くに位置し、300メートルほど北にはソフィアとブルガスを結ぶ主要道路が通っている。この貯水池は全周7キロメートルで、面積は11.2平方キロメートル。深さは44メートルから78メートルとなっている。湖岸線は枝のような入り江が多く入り組んでいる。

## セウトポリス遺跡
コプリンカ貯水池の建設中、古代トラキア人が建てたオドリュサイ王国の首都の一つセウトポリスの遺構が発見された。慎重な調査が行われた後、発掘品は地域の歴史博物館に所蔵された。

## 開発計画
2005年、ブルガリアの建築家ジェコ・ティレフが、トラキア人の最良の遺跡であるセウトポリスを再発掘して再建する計画を打ち出した。この計画は、コプリンカ貯水池の湖底にあるセウトポリスを円筒状の壁で囲い、UNESCOの世界遺産に登録し、世界的な観光地にする、というものである。壁の直径は420メートルで、湖岸からボートでやってくる観光客は、底の遺跡から20メートルほど上方に造る「浮き庭園」から遺跡を眺めるのだという。この庭園は、ガラスのエレベーター、船着き場、レストラン、カフェ、店、アトリエなどが一体となって、夜にはイルミネーションが輝く、としている。
このプロジェクトには、カザンラクの自治体やファンドなどが出資している。ティレフによれば、少なくとも5000万ユーロの資金が必要とされている。

## レジャー
ウォータースポーツに適した環境が整えられているコプリンカ貯水池は、カザンラクの市民たちのレジャーの場となっている。またバーベルやチャブ、コイ、ナマズなどの魚が豊富であるため、魚釣りも盛んである。冬には、多くの鳥類がコプリンカ貯水池で越冬している。